# Kantstraße 15 (Weimar)
Das Haus Kantstraße 15 ist ein historistisches Wohnhaus unweit der Kreuzung vor Freiherr-vom-Stein-Allee. Zur Bauzeit hieß die Kantstraße Johann-Albrecht-Straße. Sie wurde am 29. Juli 1907 nach Herzog Johann Albrecht von Mecklenburg-Schwerin (1857–1920) benannt.

## Geschichte
Karina Loos schreibt 1999 in ihrer Dissertation über die nationalsozialistische Baupolitik in Weimar zu dem Gebäude, indem sie zumindest seine Geschichte ab 1934 gibt und zugleich eine Beschreibung: "Genauso beispielgebend, jedoch außerhalb des öffentlichen Interesses, verwirklichte Paul Schultze-Naumburg 1934 den Umbau seines neu erworbenen Wohnhauses in der Johann-Albrecht-Straße Nr. 15, heutige Kantstraße. Vor seiner Umgestaltung stellte dieses ein historistisches Wohnhaus mit äußerst differenzierter Gestaltung dar, u. a. mit einem ornamentreichen Ziergiebel mit vorgelagertem Balkon, mit einer mehrfarbigen Dacheindeckung, mit halbrunden Gaupen und mit einem stark differenzierten Wintergartenanbau. Nach der „Neugestaltung“ und Erweiterung waren der Ziergiebel als neues Element des Daches in Gestalt einer großen stehenden Gaupe integriert, der Wintergarten als neuer massiver Anbau mit Dachterrasse und auf massiven Pfeilern ruhender Überdachung gestaltet, die Fenster des zur Straße liegenden mittleren Gebäudeteiles durch Hinzufügung eines höheren Rundbogenfensters zusammengefaßt." Die Fensterläden weisen indes auf Einflüsse der Reformarchitektur hin. Außer Paul Schultze-Naumburg wohnte in diesem Gebäude der Dramatiker Otto Erler (1872–1943) ein paar Jahre. Reimund Frentzel erinnerte sich an seine erste Begegnung mit dem Maler Sascha Schneider, die ihm zufolge in diesem Hause stattfand, in welchem auch er wohnte. Erler meint die Begegnung mit der Witwe Otto Erlers, die nach Bayern zog, die ihn bat, die Kartons ihres Sohnes Otto nicht wegzuwerfen. Da spielen Ausgaben von Karl May, die Schneider illustrierte, eine wichtige Rolle.